# American Mathematical Monthly
The American Mathematical Monthly là một tập san toán học thành lập bởi Benjamin Finkel vào năm 1894. Tạp chí xuất bản 10 lần mỗi năm bởi Hiệp hội toán học của Mỹ.
The American Mathematical Monthly là một tạp chí dành cho một đối tượng rộng của các nhà toán học, từ sinh viên đại học đến nghiên cứu sinh và các chuyên gia. Các bài viết được lựa chọn trên cơ sở quan tâm chú ý của biên tập viên, đội ngũ phản biện và được xem xét và chỉnh sửa cho chất lượng trình bày cũng như nội dung. Tạp chíAmerican Mathematical Monthly có sự khác biệt hơn so với các tạp chí nghiên cứu toán học thông thường. The American Mathematical Monthly là toán học tạp chí đọc rộng rãi nhất trên thế giới theo ghi nhận trên JSTOR JSTOR.
Từ năm 1997, tạp chí có trang web trực tuyến tại Mathematical Association of America's website Lưu trữ ngày 28 tháng 6 năm 2013 tại Wayback Machine.
Hàng năm tạp chí trao giải Lester R. Ford Award cho tác giả của bài báo được bình chọn là xuất sắc nhất trong năm.